# 斎島汽船
斎島汽船株式会社（いつきしまきせん）は、広島県呉市豊浜町大字豊島（豊島）に本社を置く、海運会社。

## 概要
斎島と大崎下島及び豊島を連絡する航路は、戦後個人事業によって運営され、1950年代に斎島汽船株式会社として法人化された。1972年（昭和47年）には、旧豊浜町が1000万円の資本金の内、740万円を出資し、行政主導による第三セクターとなった。個人事業時代から御手洗・大長発着として大崎下島の沿岸航路でもあったが、1987年（昭和62年）に旧豊町が町営バスの運行を開始したことで打撃を受け、久比以東は廃止された。
一方、三角島と大崎下島を連絡する航路は、1964年（昭和39年）から旧豊町によって定期航路として運営され、1979年（昭和54年）11月7日にフェリーが就航、2005年（平成17年）3月20日、豊町が呉市へ編入合併された際に呉市離島航路事業として呉市に引き継がれた。
豊浜・豊両町の呉市への編入後、2011年（平成23年）には、呉市地域公共交通総合連携計画が策定され、市直営の三角島航路は2015年（平成27年）4月1日に斎島汽船に移管、運営を一本化した。
2024年（令和6年）現在、斎島航路（旅客船）と三角島航路（フェリー）の2航路を運営し、両島ともに唯一の定期航路として客貨の輸送を行っている。また、引き続き両航路の統合が検討されている。

## 航路

### 斎島航路
- 久比（大崎下島）- 立花（大崎下島）- 豊島（豊島）- 大浜（大崎下島）- 斎島[9]

10.2km、所要時間28分、旅客船。
一日4往復、他に豊島 - 斎島（直航）1往復。1月1日は減便運航。

### 三角島航路
- 久比 - 三角島[10]

1.25km、所要時間10分、フェリー。
平日・土曜日一日5往復、休日一日4往復。11月 - 2月は平日2往復・休日1往復増便、1月1日は2往復のみ運航。

### 過去の航路
- 大西（大崎上島） - 御手洗（大崎下島） - 大長（大崎下島） - 久比 (- 斎島方面)

19.9km
斎島航路の廃止区間。御手洗 - 久比は個人事業時代から1990年代まで運航、大西 - 御手洗は1961年（昭和36年）に豊浜地区から大崎上島・大西への高校通学の困難を解消する目的で延航され、1970年代に廃止。

## 船舶

### 運航中の船舶

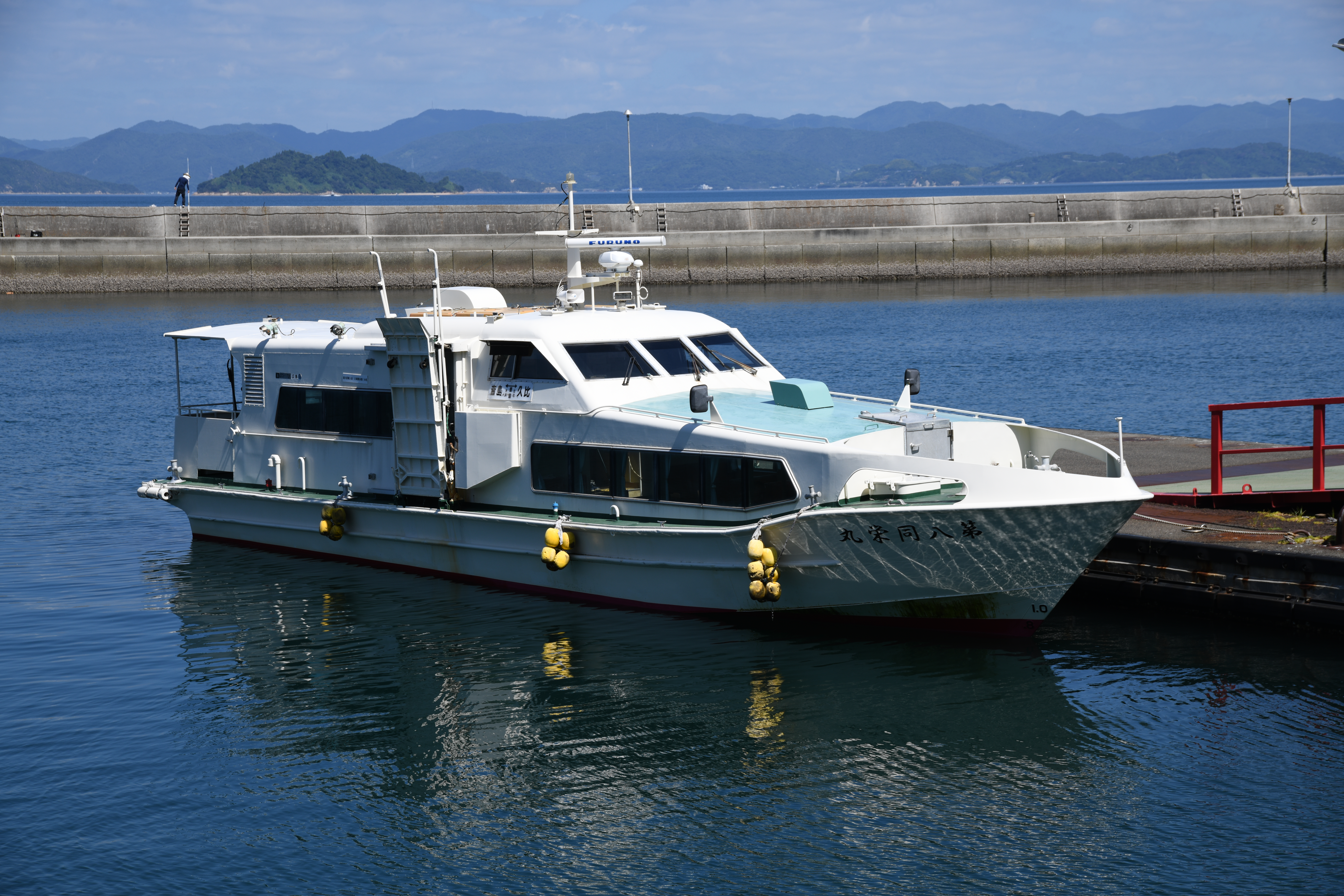
第八同栄丸（久比港）

- 第八同栄丸（旅客船・斎島航路）

2004年1月就航、木曽造船建造。
全長17.20m、幅3.80m、深さ1.55m、航海速力18ノット、旅客定員52名。
- みかど（フェリー・三角島航路）[16]

1999年4月1日就航。
19.00総トン、ディーゼル1基、機関出力165ps、航海速力5ノット、旅客定員30名、2t積トラック2台。

### 過去の船舶

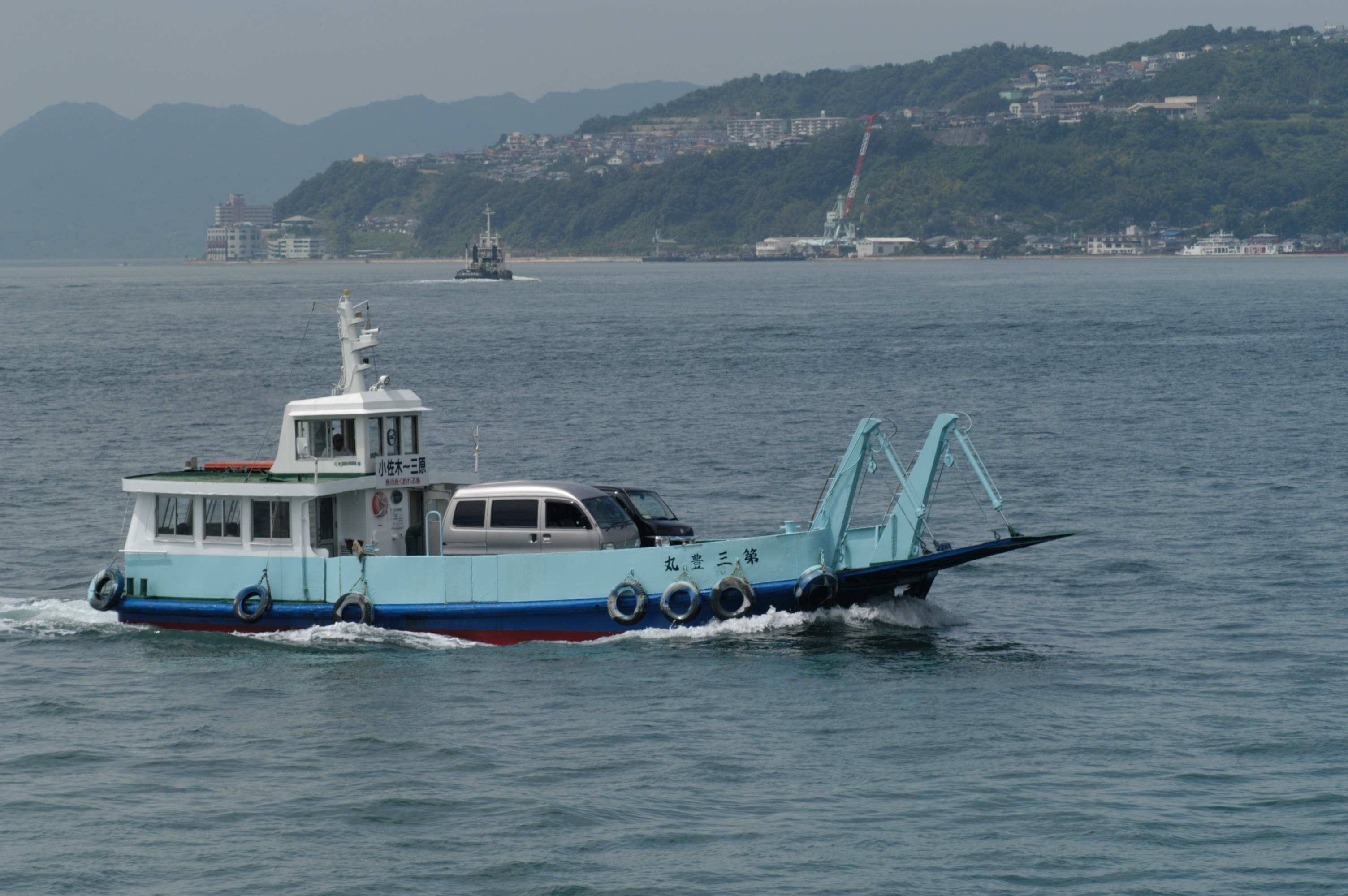
第三豊丸（売船後・三原港沖）

- 同栄丸（旅客船・斎島航路）[17]

1949年4月進水、木造。
5.01総トン、焼玉機関、機関出力8ps、航海速力5ノット、旅客定員13名。
「第三同栄丸」就航に伴い廃船。
- 第三同栄丸（旅客船・斎島航路）[19]

1961年6月進水、三津浜造船建造、鋼製。特定船舶整備公団共有。
68.09総トン、全長20.07m、型幅4.70m、型深さ1.95m、ディーゼル1基、機関出力120ps、航海速力9.00ノット、旅客定員97名。
斎島汽船初の鋼製ディーゼル船。大西への延航と同時期に就航した。
- 第五同栄丸（旅客船・斎島航路）[20]

1978年3月竣工、木曽造船鉄工所建造、軽合金製。船舶整備公団共有。
18.59総トン、登録長11.95m、型幅3.80m、型深さ1.5m、ディーゼル1基、機関出力190ps、航海速力12ノット、旅客定員70名。
大西航路廃止後に就航した軽合金製小型船舶。船型は高速船タイプながら出力は抑えられ、速力は若干の向上にとどまった。
- 豊丸（旅客船・三角島航路）[21]

建造年不詳、木造。
4.78総トン、ディーゼル1基、機関出力12ps、航海速力5ノット、旅客定員12名。
- 第三豊丸（フェリー・三角島航路）[22]

1979年11月進水、神原造船建造。
19.56総トン、ディーゼル1基、機関出力120ps、航海速力6ノット、旅客定員30名。
三角島航路初のカーフェリー。「みかど」就航後引退し、2000年小佐木島渡船委員会に売船。